# Phyllastrephus leucolepis
Phyllastrephus leucolepis là một loài chim trong họ Pycnonotidae.